# Klaudyna Potocka

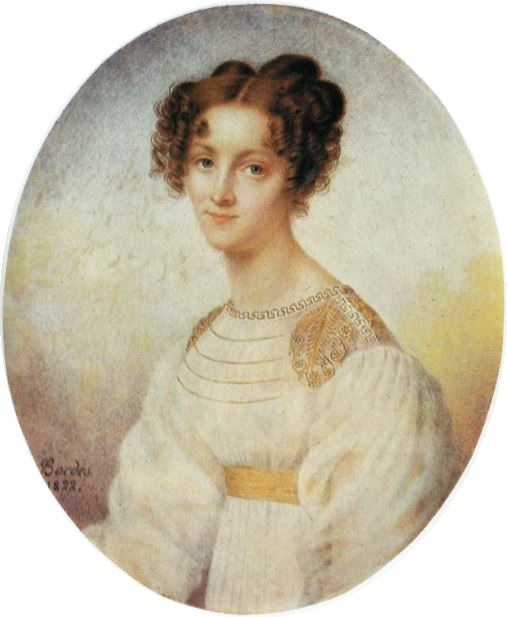
Klaudyna Potocka, 1822 gemalt von Joseph Bordes

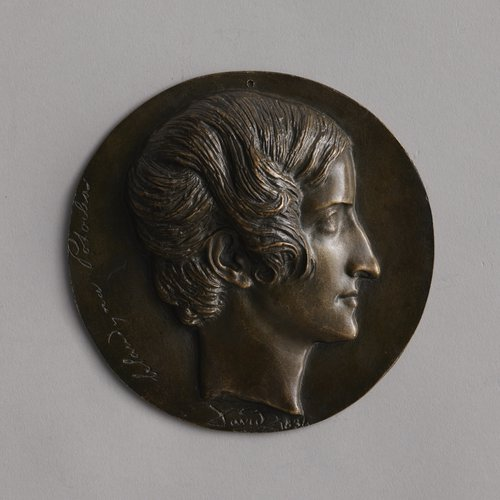
Porträtmedaillon, 1831 von David d’Angers

Teofila Klaudyna Potocka (* 27. August 1801 in Kórnik bei Posen, Provinz Südpreußen; † 8. Juni 1836 Genf, Schweiz) war eine polnische Patriotin und Krankenpflegerin während des Novemberaufstands.

## Leben
Klaudyna Potocka war die Tochter des Grafen und Grundbesitzers Ksawery (Xavier) Szymon Działyński († 1819) und der Justyna geborene Dzieduszycka. Nach dem Tod ihres Vaters reiste ihre Mutter mit ihr nach Warschau, Wien und Paris. Dort erhielt sie Klavier-, Sprech-, Tanz- und Zeichenunterricht bei bekannten Meistern. Sie heiratete im September 1825 den Literaten Andrzej Bernard Graf Potocki, einen Sohn des Forschungsreisenden Jan Potocki. Ihr Bruder Tytus Graf Działyński war 1850 der einzige polnische Deputierte im Erfurter Unionsparlament und ließ Schloss Kórnik nach Plänen Karl Friedrich Schinkels umbauen.
Potocka finanzierte während des polnischen Novemberaufstands von 1830/1831 ein Lazarett und war als Krankenpflegerin tätig. Anschließend emigrierte sie mit ihrem Ehemann nach Dresden und unterstützte dort polnische Flüchtlinge unter anderem durch Gründung eines Schutzhauses. Nach ihrer Umsiedlung nach Genf gründete sie ein Komitee zur Unterstützung von etwa 500 Polen, die nach dem Scheitern des Frankfurter Wachensturm vom 3. April 1833 in die Schweiz geflüchtet waren. Potocka war mit den Dichtern Adam Mickiewicz und Stefan Garczyński, den sie während einer Erkrankung pflegte, befreundet. Der Familie von General Guillaume Henri Dufour stand sie nahe.
Klaudyna Potocka starb am 8. Juni 1836 im siebten Monat ihrer Schwangerschaft an den Folgen einer Lungen- und Herzerkrankung. Sie wurde in Genf beerdigt und nach Auflösung des Friedhofs 1879 auf den Cimetière des Champeaux in Montmorency bei Paris umgebettet.
Im Januaraufstand 1863/64 wurde die polnische Frauenvereinigung für die Unterstützung bedürftiger Kämpfer (Komitet Sióstr Klaudii) gegründet, meist als „Klaudynki“ bezeichnet.

## Gedenken
Nach Klaudyna Potocka wurden benannt:
- Eine Straße in Posen
- Das V. Allgemeinbildende Gymnasium (Liceum) in dieser Stadt[1]

Gedenktafeln gibt es in:
- Posen, an der Kirche St. Adalbert
- Kórnik
- Warschau

## Belege
1. 1 2 3 4  Nasz patron. Klaudyna z Działyńskich Potocka vlo.poznan.pl. Polnisch, abgerufen am 13. April 2024.
2. 1 2 3  Halina Florkowska-Frančiċ; Barbara Erni (Übersetzung): Klaudyna Potocka. In: Historisches Lexikon der Schweiz.  15. März 2012.

| Personendaten    | Personendaten |
| ---------------- | --- |
| NAME             | Potocka, Klaudyna |
| ALTERNATIVNAMEN  | Potocka, Teofila Klaudyna (vollständiger Name); Działyńska, Teofila Klaudyna (Geburtsname); Potocka, Claudine (französisch) |
| KURZBESCHREIBUNG | polnische Patriotin und Krankenpflegerin während des Novemberaufstands                                                      |
| GEBURTSDATUM     | 27. August 1801 |
| GEBURTSORT       | Kórnik, Provinz Südpreußen                                                                                                  |
| STERBEDATUM      | 8. Juni 1836 |
| STERBEORT        | Genf, Schweiz |